# 김영찬 (1911년)
김영찬(金永燦, 1911년 ~ 1983년 8월 21일)은 대한민국의 정무직 공무원이며 은행원이다.

## 생애
조선은행에 입행하였고, 영업부 부지배인을 지냈다. 이후 대한민국 제1공화국 상공부 장관을 역임했다. 장관 퇴임 후에는 산업은행 총재를 지냈다.
1983년 8월 21일 뇌혈전과 연골무형성증으로 사망했으며 아내 구용미(苟容未,1915~1995)와의 사이에서 10남매를 두었다.

## 학력
- 경성 연희전문학교 졸업(1934년)
- 대한민국 국방대학교 행정학사 1기(1956년)

## 참고 자료
- 내외통신, 대한민국역대삼부요인총람(大韓民國歷代三府要人總覽 1981)

| 전임 강성태 | 제5대 재무부 차관 1954년 7월 10일 ~ 1955년 11월 9일 | 후임 윤인상 |

| 전임 박숙희 | 제4대 한국은행 부총재 1956년 1월 5일 ~ 1958년 8월 28일 | 후임 김영휘 |

| 전임 구용서 | 제11대 상공부 장관 1960년 4월 8일 ~ 1960년 4월 28일 | 후임 전택보 |